# Конституция Республики Корея
Конституция Республики Корея (кор. 대한민국 헌법?, 大韓民國憲法?) — основной закон страны. Принята 17 июля 1948 года, пересмотрена в последний раз в 1987 году.

День Конституции — 17 июля — считается национальным праздником, но является рабочим днём.

## История
Первая Конституция Республики Корея была принята 17 июля 1948 года Конституционной ассамблеей. По этой Конституции в Южной Корее провозглашалась централизованная власть с президентом во главе. До этого, в 1919 году Временное правительство Кореи приняло Конституцию Кореи, однако она не имела никакой силы ввиду того, что Корея в то время была японской колонией.
Первые поправки были внесены в 1952 году перед переизбранием на пост президента Ли Сын Мана. Они усиливали позиции президента и прошли только после жарких дебатов. В 1954 по инициативе Ли Сын Мана были приняты поправки, снимающие ограничения на президентский срок и делающие упор на капиталистическую модель экономики.
В 1960 году во время Второй республики в Конституцию были внесены более демократичные поправки, в частности двухпалатный парламент и создание избирательной комиссии.
После переворота 1961 года, когда к власти пришёл Пак Чон Хи, версия 1960 года была аннулирована, а в 1962 году на референдуме была принята Конституция Третьей республики, созданная по подобию Конституции США. 1972 — год принятия Конституции Четвёртой республики, названной Конституция Юсин, ещё более усиливавшей президентскую власть.
После убийства Пак Чон Хи в 1979 году началась Пятая республика Южной Кореи под руководством нового президента Чон Ду Хвана. В 1980 году Конституция была в очередной раз пересмотрена, президентская власть немного ослаблена, образован однопалатный парламент.
После продемократических протестов 1987 года была принята Конституция Шестой республики, действующая и поныне (2006).
26 марта 2018 г. президент Республики Корея подписал проект поправок к Конституции.

## Действующая конституция

### Политическая структура
Конституция Южной Кореи состоит из преамбулы, 130 статей и дополнений. Она определяет Республику Корея как демократическую президентскую республику. Главой государства является президент, также существует три ветви власти: исполнительная, законодательная и судебная.
Президент является главой государства. В сравнении с другими странами[какими?] президент Южной Кореи обладает широкими полномочиями: он может назначать премьер-министра и глав министерств (с согласия парламента). Президент является верховным главнокомандующим и избирается сроком на пять лет прямым всеобщим голосованием. Один и тот же человек может быть избран на пост президента лишь один раз, без права переизбрания на новый срок. Сейчас Президентом Южной Кореи является Юн Сок Ёль.
Правительство в Южной Корее подчиняется Президенту, который назначает премьер-министра и министров, после согласования с парламентом. Правительство состоит из министерств и ведомств, к последним также относятся Национальная служба разведки и Комиссия по делам государственной службы.
Законодательная власть представлена парламентом — Национальным собранием. Он состоит из 300 членов, избираемых на четыре года. На последних выборах бо́льшая часть — 253 — депутатов избирается прямым голосованием. Остальные (47) — по партийным спискам.
Судебная власть в Республике Корея представлена Верховным судом, члены которого назначаются президентом (глава Верховного суда утверждается парламентом). Существуют также суды более низкого уровня и специализированные суды (семейный суд, военный трибунал и др.)
В 1988 году в Южной Корее появился Конституционный суд, в обязанности которого входит проверка законов и решений властей на предмет соответствия Конституции страны.

### Административное деление
По Конституции Южная Корея состоит из 9 провинций и 7 городов центрального подчинения, приравненных по статусу к провинциям. Местные органы власти выборные.

### Экономика
Согласно статье 119, целями правительства является обеспечение устойчивого и сбалансированного роста экономики, «надлежащего распределения доходов» и предотвращение «неправильного использования экономической мощи». Статья 125 определяет внешнюю торговлю как стратегическую область экономики, контролируемую государством .
Конституция также обеспечивает право на труд, существование минимального размера оплаты труда и обеспечение приемлемых условий для работы. Трудящимся разрешено образовывать профсоюзы и независимые ассоциации.

### Права человека
Южная Корея по Конституции представляет собой демократическое государство, обеспечивающее населению гражданские права и свободы. Граждане не могут быть наказаны, принуждены к труду кроме случаев, предусмотренных законом. Арестованные и задержанные имеют право знать причину своего задержания; аналогичной возможностью обладают семьи задержанных.
Однако права человека оговариваются также в нескольких поправках к Конституции, а также в других законах, таких как Акт о Национальной Безопасности, который предполагает ограничение прав человека в некоторых исключительных случаях.